# Arganthonios
Arganthonios (altgriechisch Ἀργανθώνιος) war im 6. Jahrhundert v. Chr. ein Herrscher des antiken Tartessos, Königreich bzw. Hafenstadt an der Südküste der Iberischen Halbinsel an der Mündung des Guadalquivir westlich der Straße von Gibraltar. Laut Herodot unterstützte Arganthonios während seiner Regierungszeit die Phokaier bei ihrem Widerstand gegen Kyros. Er starb, ehe die flüchtigen Phokaier in den westlichen Mittelmeerraum gelangten.

## Zum hohen Alter des Arganthonios in den antiken Quellen

Tartessos, Lage und Ausbreitung

Der tartessische Herrscher war in der Antike berühmt wegen des hohen Alters, das er erreicht haben soll. Nach Herodot lebte Arganthonios 120 Jahre, davon herrschte er wohl 80 Jahre in Tartessos. Anakreon berichtet von einem König, der 150 Jahre in Tartessos geherrscht haben soll. Strabon, Plinius, Phlegon von Tralles und Pseudo-Lukian hielten diesen Herrscher für Herodots Arganthonios. Dabei bemerken Phlegon und Pseudo-Lukian die Abweichung zwischen den Nachrichten Herodots und Anakreons allerdings nicht und berichten, Arganthonios habe – so Herodot und Anakreon – 150 Jahre gelebt. Nach Silius Italicus wurde Arganthonios sogar 300 Jahre alt. Einen Menschen, der ein besonders hohes Alter erreichte, nannte man altgriechisch μακροβιώτερος Ἀργανθωνίου.

## Arganthonios und die Phokaier
Das griechisch-ionische Phokaia an der Mittelmeerküste von Kleinasien – dessen Einwohner in archaischer Zeit Seereisen bis zur Iberischen Halbinsel unternahmen und Handelsstützpunkte gründeten – wurde von den Persern bedroht. Laut Herodot bot Arganthonios den Phokaiern deshalb an, in sein Reich an der Südküste der Iberischen Halbinsel umzusiedeln. Als die Phokaier dies ablehnten, sandte er ihnen großzügig viel Gold für den Bau einer Wehrmauer gegen die Perser. Nachdem die Belagerung durch die Perser unter Harpagos um 545 v. Chr. bereits lange andauerte, gaben die Phokaier – so Herodot – ihre Stadt auf. Sie flohen mit ihren Schiffen übers Mittelmeer in ihre Kolonien, um dort zu bleiben. Viele von ihnen zogen nach Korsika, in das zwanzig Jahre vorher von ihnen gegründete Alalia.